# Amerer Air
Amerer Air — колишня австрійська вантажна авіакомпанія, що базується в Лінці. Це найбільший австрійський перевізник, який виконує рейси з Лінца і Кельна в країни Європи, Близького Сходу і Північної Африки. Порт приписки — аеропорт Лінца. Припинала діяльність в 2011.

## Історія
Авіакомпанія була заснована і почала перевезення в 1995 році з одним літаком Fokker F27 Mk500. Між 1997 і 2006 використовувалися два Lockheed L-188 Electra для робіт за контрактами з United Parcel Service і TNT nv Власниками є Heinz Peter Amerer (50 %) і Susanne Amerer (50 %); штат авіакомпанії становить 40 осіб. Плани розширення компанії включають в себе покупку вантажного Boeing 737-300.

## Флот

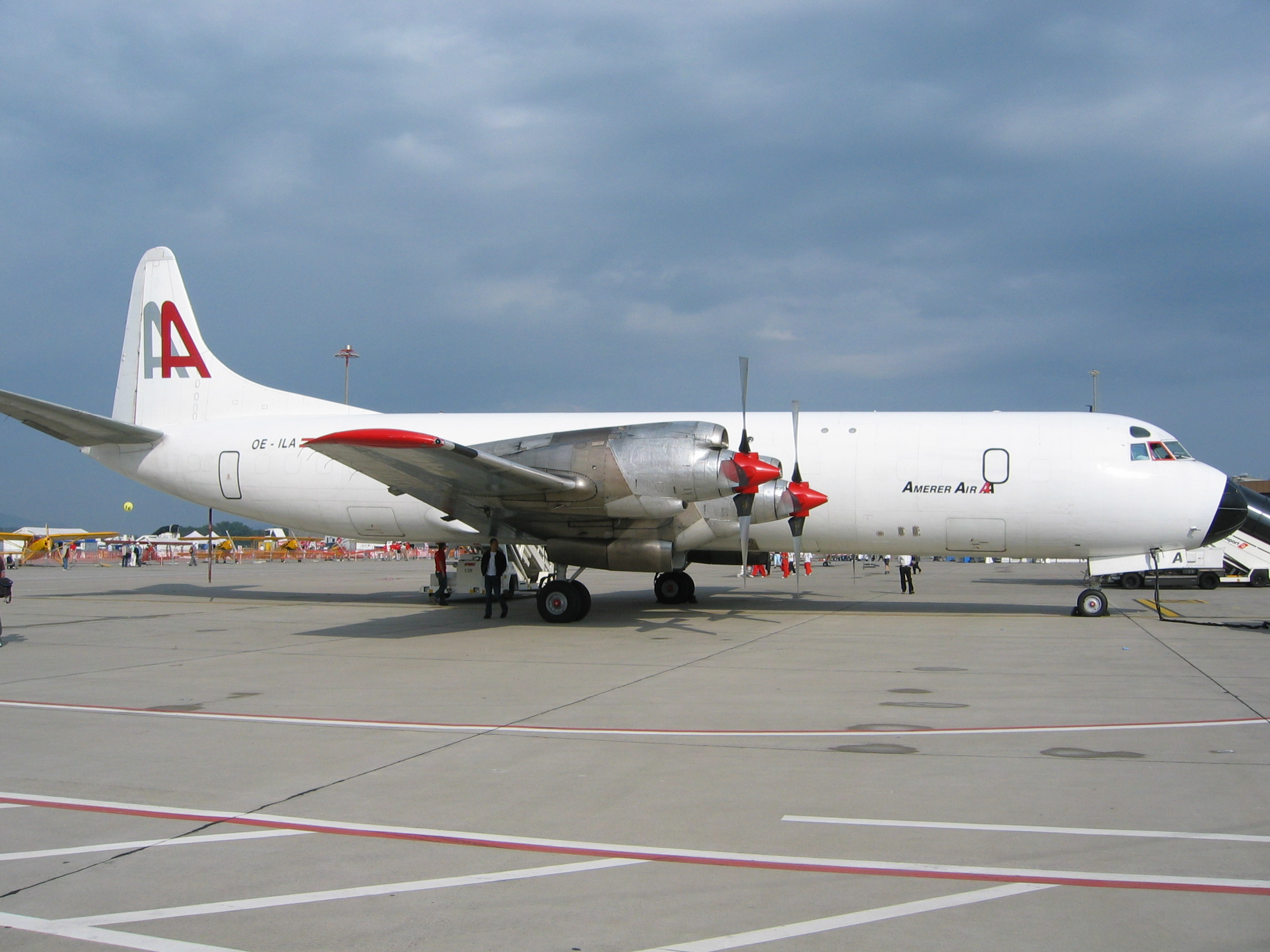
Один з двох використовуваних раніше Lockheed L-188 Electra. Літак побудований в 1961 році

Флот Amerer Air складається (за даними на березень 2007 року) з:
- 1 Fokker F27 Mk500. Бортовий номер літака:OE-ILW[2]

Раніше використовувалися:
- 2 Lockheed L-188 Electra (продані канадській авіакомпанії Buffalo Airways)